# Olzreute

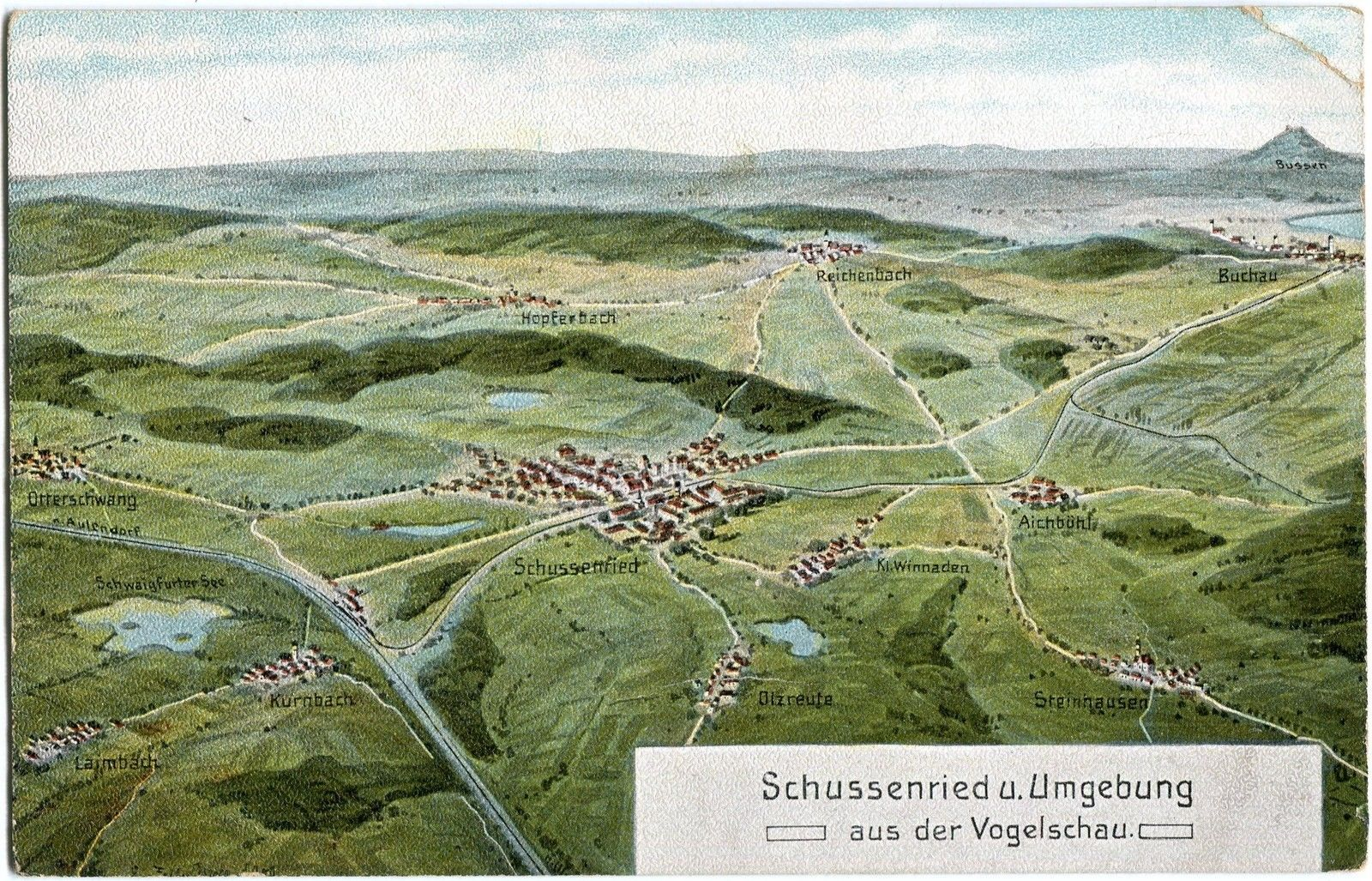
Schussenried und Umgebung aus der Vogelschau von Eugen Felle (um 1910)

Olzreute ist ein Ortsteil der Stadt Bad Schussenried im Landkreis Biberach in Oberschwaben.
Der Weiler liegt circa einen Kilometer östlich von Bad Schussenried und ist über die Kreisstraße 7597 zu erreichen. 
Olzreute wurde 1205 als „Vdilsrutti“ erstmals erwähnt. Seit dem 12./14. Jahrhundert war der Ort im Besitz des Klosters Schussenried.

## Sehenswürdigkeiten
- Marienkapelle, erbaut 1746/47